# Хобби, Овета Калп
Овета Калп Хобби (англ. Oveta Culp Hobby; 19 января 1905, Киллин, Техас, США — 16 августа 1995, Хьюстон, Техас, США) — американский государственный деятель, министр здравоохранения, образования и благосостояния США (1953—1955).

## Биография
Родилась в семье Айзека Уильяма Калпа и Эммы Элизабет Гувер. Училась самостоятельно, некоторое время занималась в Женском колледже Мэри Хардин Бэйлор, но его не закончила. Также посещала Юридическую школу Южного Техаса, но также не получила диплом.
С 21 лет началась ее политическая карьера, в течение нескольких лет она была членом Палаты представителей штата Техас. В 1931 году вышла замуж за бывшего губернатора Техаса и издателя «Хьюстон Пост» Уильяма Хобби; вскоре после этого получила в газете должность редактора. Затем стала исполнительным вице-президентом, президентом и издателем газеты.
Во время Второй мировой войны возглавила женское подразделение министерства обороны (War Department’s Women’s Interest Section), затем была назначена директором Вспомогательных женских армейских корпусов — подразделений, созданных для участия женщин в военной службе. Если до этого единственными женщинами в армии США были медсестры, то создание Женских корпусов кардинально изменило ситуацию. Сама Хобби за время войны дослужилась до полковника и была награждена медалью 'За выдающиеся заслуги', став первой женщиной, получавшей эту награду.
В 1953 году президент Эйзенхауэр назначил её главой Федерального агентства безопасности, однако оно через несколько месяцев было упразднено.
В 1953—1955 годах — первый после создания министр здравоохранения, образования и благосостояния США. На этом посту она, в частности, одобрила использование изобретенной Джонасом Солком вакцины против полиомиелита.
В 1955 году вышла в отставку и вернулась в Хьюстон. Примерно в это же время стала одним из фигурантов скандала вокруг лабораторий Катера (часть выпущенной лабораторией вакцины содержала в себе живые штаммы полиомиелита).
В Хьюстоне вновь стала президентом и редактором «Хьюстон Пост»; активно сотрудничала с общественными движениями и разного рода предпринимателями по всей стране.
За ее деятельность 17 колледжей и университетов, в том числе Колумбийский Университет и Пенсильванский университет, присвоили ей почетные докторские степени. Также ее именем названы несколько научных и образовательных заведений штата Техас.
Ее сын, Уильям Петтус Хобби-младший, на протяжении многих лет (1973—1991) занимал пост вице-губернатора Техаса. Дочь Джессика вышла замуж за будущего посла Соединенных Штатов в Великобритании Генри Катто (младшего), являлась активисткой экологического движения Демократической партии.